# Loge L’Aurore
Loge L’Aurore is een vrijmetselaarsloge in Brielle opgericht in 1761, vallende onder het Grootoosten der Nederlanden.

## Geschiedenis
Door Jacobus van Berchem, Richard François Schreuder, Jan Engeringh, Cornelis van Dam, Dominicus van Hoogwerff, Gerardus Bernardus Fricke, Adrianus Vermaet, Johan Middelbeek en Clement Isaac van Asselen werd op 23 december 1760 het verzoek om een constitutiebrief gedaan. De constitutiebrief, gedateerd op 07 januari 1761, vermeldt dezelfde namen. De loge werd geïnstalleerd op 20 maart 1761. Op 10 januari 1768 vragen Frederic Allamand, P. Leening, W.N. van Essen, Alex Fraser, J.A. Meybaum, G. Beylon, G.L. Verhell, J.W. Frantzen, W.H. Bourquin, A.J.W. Conigh, M. Stennekes, D. van Hoogwerff de verleende constitutiebrief niet in te trekken, hoewel verzuimd was de vereiste gegevens te verstrekken.
De loge ging later (1822) in ruste, want op 11 april 1878 wordt door A. Visscher, J.A. Greve, J.H. Goedhart, H.G. Koster, De Wilde, M. Pronk, C.A. Bekker, Komf, Vogelenzange, C. Alberti, M. Mosterdijk, J.J.G. Hofman, J.J. Hofstede, Jac. Hofland, M.L. Veenenbos en W. Slegt het verzoek gedaan de loge te mogen heropenen. De constitutiebrief, welke daarop in 1878 werd verleend, noemt dezelfde namen en o.m. dat de loge sinds 1822 in ruste was geweest. Zij ging kort daarop opnieuw in ruste, want op de constitutiebrief van 1878 werd de loge niet opnieuw geïnstalleerd.
Op 17 juni 1885 wordt ten tweede male toestemming tot heropening gevraagd door M. Goedhart, E.M. Levi, H.J. van Reenen, J.J.G. Hofman, S.J. van Roijen, K.A. Stakman Bosse, J. Hofland, J.K. Overbeeke, P. van Soest, H.G. Koster, A. Comijs, J. Hoftijzer, J. Rietdijk, P. Both, F.W. Thorbecke, R. Sinia, N. Brouwer, A. de Wilde, C.A. Bekker, K. Mosterdijk, J. Admiraal, J.C. van Reijn, J.H. van Leeuwen en A. Welman. Dit waren leden van de Maçonnieke Sociëteit ‘L’Aurore’ te Hellevoetsluis, die bestond van 1883 tot 1885. De loge werd daarop heropend op 12 februari 1885.

## Naam en onderscheidingskleur
Vernoemd naar de godin van de dageraad, die het licht aankondigt. De onderscheidingskleur was oorspronkelijk citroengeel, maar werd in 1770 gewijzigd in roserood.

## Voorzittend Meesters
In onderstaande lijst een overzicht van de Voorzittend Meesters van Loge L'Aurore gedurende de eerste twee eeuwen van haar bestaan.
| Van  | Tot  | Voorzittend Meester                  |
| ---- | ---- | ------------------------------------ |
| 1761 | 1764 | mr. Jacobus Berthout van Berchem     |
| 1764 | 1768 | Dominicus van Hoogwerff              |
| 1768 | 1770 | Frederic Allamand                    |
| 1770 | 1775 | Pieter Lenningh                      |
| 1775 | 1798 | mr. Rochus Sandifort van de Struyten |
| 1798 | 1805 | mr. Adrianus Mattheus de Witt        |
| 1805 | 1811 | Joost van Sina                       |
| 1811 | 1812 | Johannes van der Minne               |
| 1812 | 1822 | Joost van Sina                       |
| 1822 | 1885 | Loge in ruste                        |
| 1885 | 1885 | S.J. van Rooyen                      |
| 1886 | 1902 | M. Goedhart                          |
| 1902 | 1909 | Jan David Wetsels                    |
| 1909 | 1917 | P. Gallas                            |
| 1917 | 1937 | H. Kerbert                           |
| 1937 | 1951 | J. Trouw                             |
| 1951 | 1952 | J. Hubregtse                         |
| 1952 | 1964 | P.J. Bliek                           |
| 1964 | 1966 | A.J. Rijsterborgh                    |
| 1966 | 1969 | J. Figee                             |
| 1969 | 1972 | E.L. Kruyne                          |
| 1972 | 1975 | W.A. Klaver                          |
| 1975 | 1976 | E.L. Kruyne                          |

Vrijmetselarij · Beginselen · Geschiedenis · Symbolen · Vrijmetselaarsloge · Ordegrondwet · Obediëntie · Regulariteit en irregulariteit · Ritus · Graden · Grootmeester · Gemengde vrijmetselarij · Para-vrijmetselarij · Antivrijmetselarij · Vrijmetselarij in Nederland · Vrijmetselarij in België · Internationale vrijmetselarij
>>> Meer info op Portaal:Vrijmetselarij <<<